# Овінгс-Міллс (Меріленд)
Овінгс-Міллс (англ. Owings Mills) — переписна місцевість (CDP) в США, в окрузі Балтимор штату Меріленд. Населення — 35 674 особи (2020).

## Географія
Овінгс-Міллс розташований за координатами 39°24′38″ пн. ш. 76°47′22″ зх. д. / 39.41056° пн. ш. 76.78944° зх. д. (39.410525, -76.789458).  За даними Бюро перепису населення США в 2010 році переписна місцевість мала площу 24,80 км², з яких 24,70 км² — суходіл та 0,10 км² — водойми.

## Демографія
Згідно з переписом 2010 року, у переписній місцевості мешкали 30 622 особи в 12 525 домогосподарствах у складі 7258 родин. Густота населення становила 1235 осіб/км².  Було 13282 помешкання (535/км²).
Расовий склад населення:
| - 51,0 % — чорних або афроамериканців - 34,3 % — білих - 7,8 % — азіатів - 0,3 % — корінних американців - 0,1 % — вихідців з тихоокеанських островів - 3,3 % — осіб інших рас |

До двох чи більше рас належало 3,3 %. Частка іспаномовних становила 7,0 % від усіх жителів.
За віковим діапазоном населення розподілялося таким чином: 21,9 % — особи молодші 18 років, 70,1 % — особи у віці 18—64 років, 8,0 % — особи у віці 65 років та старші. Медіана віку мешканця становила 32,6 року. На 100 осіб жіночої статі у переписній місцевості припадало 81,6 чоловіків;  на 100 жінок у віці від 18 років та старших — 77,2 чоловіків також старших 18 років.
Середній дохід на одне домашнє господарство  становив 83 896 доларів США (медіана — 69 891), а середній дохід на одну сім'ю — 91 171 долар (медіана — 75 323). Медіана доходів становила 53 475 доларів для чоловіків та 50 599 доларів для жінок. За межею бідності перебувало 8,5 % осіб, у тому числі 10,7 % дітей у віці до 18 років та 7,5 % осіб у віці 65 років та старших.
Цивільне працевлаштоване населення становило 18 384 особи. Основні галузі зайнятості: освіта, охорона здоров'я та соціальна допомога — 27,7 %, науковці, спеціалісти, менеджери — 16,3 %, публічна адміністрація — 10,6 %, роздрібна торгівля — 10,1 %.